# Földvári Rudolf
Földvári Rudolf (Kispest, 1921. május 20. – 2024. április 20.) magyar kommunista politikus, az 1956-os forradalomban való részvétele miatt börtönbüntetésre ítélték. Miskolc város díszpolgára.

## Életpályája
Szülei szegény munkások voltak, ezért 1925–1927 között kénytelenek voltak Törökországban élni, mivel az apja csak itt kapott munkát. Hazatérve elvégezte a polgáriskolát, majd kifutófiú lett. 1940-től lakatos, majd minőségellenőr, végül segédművezető lett. 
1942-ben sorkatonai szolgálatra jelentkezett, a frontra került, ahol 1944 decemberében szovjet fogságba esett, csak 1945 őszén helyezték szabadlábra. 
Hazatérve az MKP tagja lett, egyben az üzemi pártszervezet titkárhelyettese. 1948-ban a SZOT propagandaosztályának vezetőjévé nevezték ki. Ő vezette be az Élmunkás-jelvényt és megszervezte az első sztálini munkaversenyt 1949-ben. 
1951-ben elvégezte a pártfőiskolát, majd az MDP Központi Vezetősége Káderosztályának lett a vezetője. 1952–1954 között az MDP budapesti bizottságának volt első titkára, valamint a legfőbb pártszervek, a Központi Vezetőség és a Politikai Bizottság tagja volt, 1953–1957 között pedig országgyűlési képviselőként is tevékenykedett. 1954-ben részt vett a budapesti pártértekezleten, ahol többen (ő is) leszavazták Rákosi Mátyást, ezért büntetésből vidékre helyezték.
1956. október 24-én a miskolci DIMÁVAG keretén belül megalakult munkástanács mellé állt, majd tagja lett a Megyei Munkástanácsnak is. November 5-én a szovjetek forradalmi tevékenysége miatt letartóztatták és Ungvárra deportálták, ahonnan csak november 17-én térhetett vissza. 
Szabadulása után a Megyei Tanács elnöke volt, majd 1957 márciusában felhagyott a politikával és újra Kispesten helyezkedett el lakatosként. Ez év március 15-én kizárták az MSZMP-ből, majd májusban letartóztatták, és 1958. július 18-án életfogytiglani börtönre ítélték, fellebbezés lehetősége nélkül. 1961-ben szabadult, újra lakatosként kezdett dolgozni, majd műszaki vezető lett. 1981-ben nyugdíjba vonult.
1990-ben rehabilitálták az ellene hozott ítélet alól, majd 1992–1997 között a Nagy Imre Társaság elnökségi tagja volt. 2010-ben Miskolc városa díszpolgárává választotta.

## Művei
- Tiszta vizet a pohárba. Életútinterjú; készítette Molnár Adrienne; Nagy Imre Alapítvány, Bp., 2011